# Български демократически форум
Български демократически форум (с абревиатура: БДФ) е политическа партия в България, основана през 1990 г. като идеен приемник на  Съюза на българските национални легиони. Много от членовете на БДФ са били вкарани в затвори и лагери от комунистическите правителства, а срещу семействата им са извършвани репресии. Обявява се за консервативна и национално отговорна дясна партия. Учредител и първи председател на партията е Жаклин Толева.
След промените от 1989 г. БДФ се включва активно в изграждането на дясното политическо пространство и участва в двете управления на десницата през 1991 – 1992 г. и през 1997 – 2001 г. През 1997 г. 9 политици от БДФ са избрани за народни представители, двама от които стават министри съответно на финансите и на правосъдието. Партията има също така много представители и в централната и местната власт.

## История
Партията е основана на 13 януари 1990 г. По инициатива на БДФ на 25 септември 1990 г. е учреден Български национален форум „Обединение“ от 4 партии, който заедно с Либералния съюз (4 партии) и Християнсоциалния съюз (5 партии) създава на 18 декември 1901 г. Коалицията за Търновска конституция „Свобода“, прераснала в Предизборна коалиция „Свобода“ (9 партии). От 18 ноември 1991 г. БДФ е член на СДС със статут на наблюдател. БДФ участва и в Консултативния съвет на неолибералните и неоконсервативните партии и е член учредител на Движението за граждански комитети. С всички тези участия БДФ цели да се постигне максимално възможното единодействие между партиите във и извън СДС за общо противопоставяне на БКП/БСП в предстоящите избори.

## Участия в избори

### Парламентарни избори

#### юли 2021 г.
На парламентарните избори през юли 2021 г. партията участва в коалиция – Национално обединение на десницата.